# Брейді Тауншип (округ Батлер, Пенсільванія)
Брейді Тауншип (англ. Brady Township) — селище (англ. township) в США, в окрузі Батлер штату Пенсільванія. Населення — 1214 особи (2020).

## Демографія
Згідно з переписом 2010 року, у селищі мешкало 1310 осіб у 512 домогосподарствах у складі 365 родин. Було 560 помешкань
Расовий склад населення:
| - 97,9 % — білих - 0,6 % — корінних американців - 0,5 % — азіатів - 0,4 % — чорних або афроамериканців |

До двох чи більше рас належало 0,5 %. Частка іспаномовних становила 0,8 % від усіх жителів.
За віковим діапазоном населення розподілялося таким чином: 24,8 % — особи молодші 18 років, 65,4 % — особи у віці 18—64 років, 9,8 % — особи у віці 65 років та старші. Медіана віку мешканця становила 39,8 року. На 100 осіб жіночої статі у селищі припадало 100,0 чоловіків;  на 100 жінок у віці від 18 років та старших — 96,2 чоловіків також старших 18 років.
Середній дохід на одне домашнє господарство  становив 60 397 доларів США (медіана — 50 000), а середній дохід на одну сім'ю — 68 271 долар (медіана — 58 214). Медіана доходів становила 44 500 доларів для чоловіків та 33 824 долари для жінок. За межею бідності перебувало 16,8 % осіб, у тому числі 22,3 % дітей у віці до 18 років та 5,7 % осіб у віці 65 років та старших.
Цивільне працевлаштоване населення становило 615 осіб. Основні галузі зайнятості: освіта, охорона здоров'я та соціальна допомога — 28,0 %, роздрібна торгівля — 13,8 %, науковці, спеціалісти, менеджери — 10,6 %, транспорт — 10,4 %.